# Шедний Атаназій Іванович
Шедний Атаназій (Опанас) Іванович («Рут», «Андрій», «Влодко», «Сливак», «К-24», «4-С», «7-Р», 31.01.1920, с. Чуква Самбірського району Львівської обл. — †15.11.1950, с. Кульчиці Самбірського району Львівської області) — діяч ОУН.
Закінчив Львівський політехнічний інститут. Працював інженером електриком Самбірської електростанції. Викладав електрообладнання в Самбірській промисловій технічній школі (1942). Член ОУН (1939).
- Господарчий референт Стрілківського районного проводу ОУН (08.1945).
- Референт пропаганди Стрілківського районного проводу ОУН (09.1945 — 01.1948).
- Провідник Стрілківського районного проводу ОУН (01.1948 — весна 1948).
- Провідник Стрийського надрайонного проводу ОУН (весна 1948 — 06.1949).
- Провідник Самбірського надрайонного проводу ОУН (06.1949 — 11.1950)[1].

Батько — Шедний Іван. Мати — Літинська Олеся Владиславівна(нар. 1899, Велика Білина. †? у Самборі), сестра Літинського Йосипа Владиславовича, батька Літинського Володимира Осиповича.